# Ford Modell AC
Das Ford Modell AC war eine Weiterentwicklung des Ford Modell A. Der Hubraum des Zweizylindermotors stieg auf 1938 cm³; die Leistung wird mit 10 bhp (7,35 kW) angegeben. Dieser Motor war, wie beim Modell A, unter den Sitzen angebracht. Gleichzeitig kam das Modell C mit gleichem Motor heraus, bei dem der Tank vor der Spritzwand unter einer  Motorhaubenattrappe lag. Der Radstand betrug 1.981 mm um diese Attrappe (mitsamt dem nun vorne liegenden Kühler) sinnvoll in ein attraktives Styling eingliedern zu können. Er wurde von 1904 bis 1905 hergestellt.
Mit Beleuchtung kostete der Zweisitzer 850 US-$, es wurde aber auch ein Tonneau für 100 $ Mehrpreis angeboten.
Ein zweisitziger Lieferwagen mit Kastenaufbau, der bisweilen auch Modell E genannt wurde, war ebenfalls lieferbar.